# Великосуходільська сільська рада
Великосуходільська сільська рада — сільська рада у Краснодонському районі Луганської області з адміністративним центром у селі Великий Суходіл.
Сільській раді підпорядковані також села Біленьке, Малий Суходіл, Підгірне і Попівка.
Адреса сільської ради: 94466, Луганська обл., Краснодонський р-н, с. Великий Суходіл, вул. Центральна, 62а.

## Населені пункти
Населені пункти, що відносяться до Великосуходільської сільської ради.
| № | Назва           | Тип  | Рік заснування | Площа км² | Населення (2001), ос. |
| - | --------------- | ---- | -------------- | --------- | --------------------- |
| 1 | Великий Суходіл | село | 1820           | 7         | 1485                  |
| 2 | Біленьке        | село | 1957           | 2,2       | 166                   |
| 3 | Малий Суходіл   | село | 1957           | 3         | 337                   |
| 4 | Підгірне        | село | 1957           | 1,7       | 107                   |
| 5 | Попівка         | село | 1810           | 5,5       | 530                   |

## Керівний склад попередніх скликань
| ПІБ                    | Основні відомості                                                                     | Дата обрання | Дата звільнення |
| ---------------------- | ------------------------------------------------------------------------------------- | ------------ | --------------- |
| Лазур Дмитро Васильвич | Сільський голова, 1960 року народження, освіта середня загальна, член Партії регіонів | 31.10.2010   |                 |
| Лазур Дмитро Васильвич | Сільський голова, 1960 року народження, освіта, безпартійний                          | 26.03.2006   | 31.10.2010      |

Примітка: таблиця складена за даними джерела 